# 胡璉 (永樂進士)
胡璉（1387年—？），字維琛，江西臨江府新喻縣仁孝鄉四十六都人，明朝政治人物。進士出身。

## 生平
江西鄉試三十二名。永樂十年（1412年）壬辰科會試三十九名，殿試登進士第三甲第二十四名。

## 家族
曾祖胡信立。祖父胡仲遜。父亲胡繼安。